# Duits-Jordaanse Universiteit
De Duits-Jordaanse Universiteit (Arabisch: الجامعة الألمانية الأردنية) is een private onderzoeksuniversiteit, gevestigd in Madaba, Jordanië. De universiteit kwam in 2005 tot stand na een overeenkomst tussen de overheden van Duitsland en Jordanië. Het curriculum verschilt van dat van andere Jordaanse opleidingen, aangezien er lessen in Duitse taal worden aangeboden naast de studie. Dit zodat de studenten een master kunnen volgen op een Duitse universiteit voor toegepaste wetenschappen. Het is tevens voor elke studie verplicht stage te lopen bij een Duits industrieel bedrijf.
In de QS World University Rankings van 2020 staat de Duits-Jordaanse Universiteit op een 47ste plaats in de ranglijst voor Arabische landen, waarmee het de 6e Jordaanse universiteit op de lijst is.